# Смажовский, Войцех
Войцех Смажовский (пол. Wojciech Smarzowski; род. 18 января 1963) — польский режиссёр театра и кино, сценарист.

## Биографические сведения
Учился киноискусству в Ягеллонском университете. В начале карьеры работал кинооператором.
В 2004 году на польском кинофестивале в Гдыне получил специальный приз жюри за фильм «Свадьба».
В 2009 году на польском кинофестивале в Гдыне получил награды за лучшую режиссуру и сценарий за фильм «Плохой дом».
Трёхкратный лауреат премии «Орлы» за лучшую режиссуру (2004, 2009, 2011).
В 2021 году стал лауреатом XXV-го Таллинского кинофестиваля «Тёмные ночи» в номинациях «Лучшая режиссура» и «Лучший сценарий» (картина «День свадьбы»).

## Фильмография

### Полнометражные фильмы
Режиссёр
- Свадьба (2004)
- Плохой дом (2009)
- Роза (2011)
- Дорожная полиция (2012)
- Под сильным ангелом (2014)
- Волынь (2016)[2]
- Клир (2018)
- День свадьбы (2021)

Сценарист
- Сезон на леща (2000)
- Свадьба (2004)
- Плохой дом (2009)
- Дорожная полиция (2012)
- Волынь (2016)[2]
- Клир (2018)
- День свадьбы (2021)

Оператор
- Псы тоталитаризма (1996)

Помощник оператора
- Жалоба (1991)[3]

### Работы на телевидении
- Подслушивание (1998), режиссёр, сценарист — Телетеатр TVP
- Экспериментальное лечение (2001), адаптация сценария, режиссёр — Телетеатр TVP
- На улице Вспульной (2003—2008) (серии: 26-30, 47-51, 67-71, 82-86, 97-101, 162—166, 192—196, 212—216, 237—241, 252—256, 277—281, 311—315, 336—340, 361—365, 391—395, 441—445, 466—470, 706—710, 791—795, 811—815, 856—860, 876—880, 911—915, 931—935, 976—980)
- Ключ (2004), режиссёр — Телетеатр TVP
- Четыре кусочка торта (2006), адаптация сценария, режиссёр — Телетеатр TVP
- Уродина Уля (2008) (серии: 1-20, 61-65)
- Лондонцы 2 (2009) (серии: 9-16)